# Tircis
Pararge aegeria
Espèce
Statut de conservation UICN

 LC : Préoccupation mineure
Le Tircis (Pararge aegeria) est une espèce de lépidoptères (papillons) de la famille des Nymphalidae, de la sous-famille des Satyrinae et du genre Pararge.

## Description

### Imago

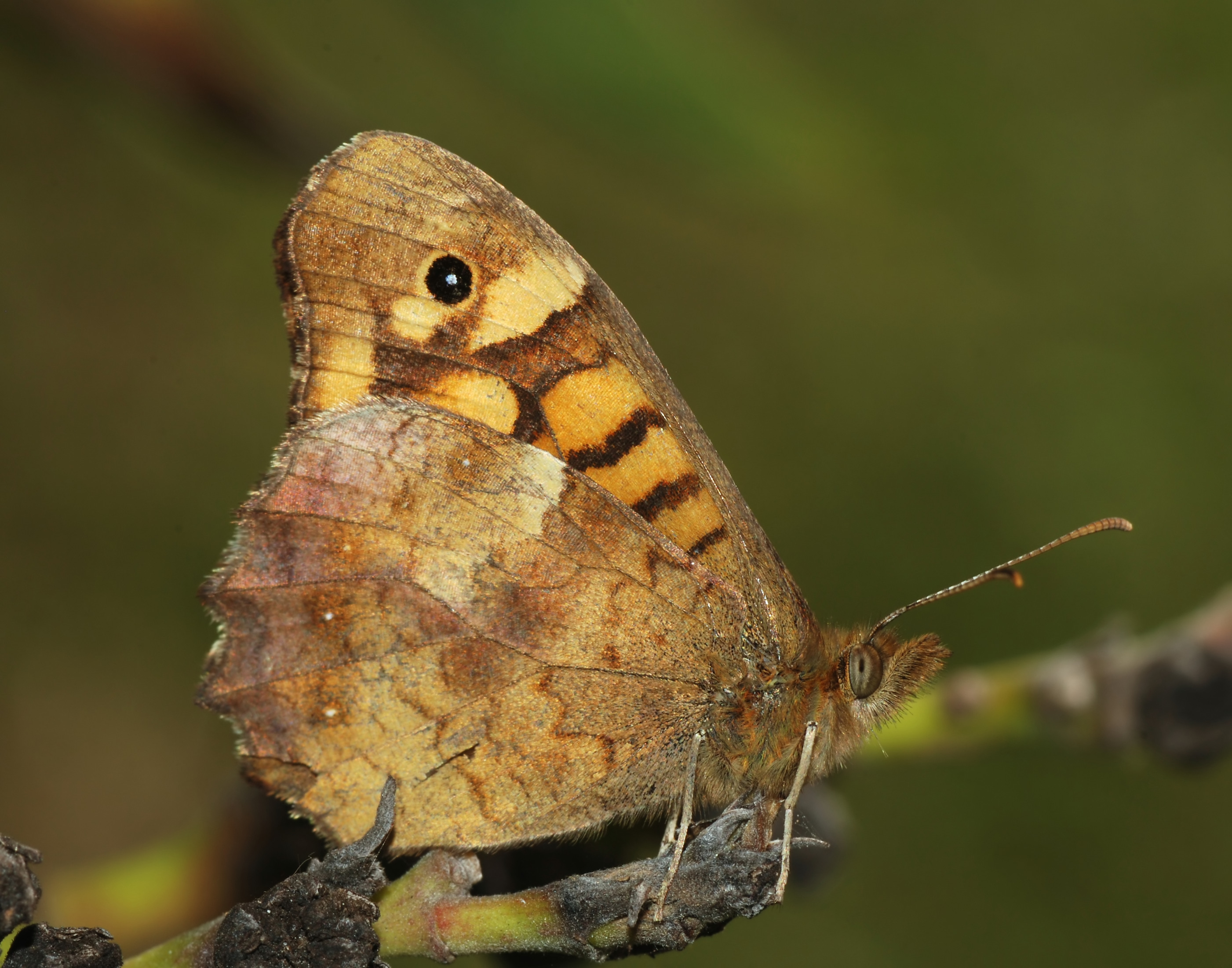
Revers des ailes.

Le Tircis est un papillon de taille moyenne, ornementé de taches claires sur un fond brun sombre. Ces taches sont de couleur orange pour la sous-espèce Pararge aegeria aegeria, et crème pour Pararge aegeria tircis, avec des formes intermédiaires. Les ailes antérieures sont tachées d'orange ou crème avec une grande tache à l'apex centrée d'un ocelle noir pupillé de blanc. Les ailes postérieures ne présentent qu'une large bande submarginale orange ou crème, formée de taches chacune centrée par un ocelle noir pupillé de blanc.
Le verso des antérieures est semblable, avec l'ocelle à l'apex alors que les ailes postérieures sont beige à orangé avec une ligne de petits ocelles peu visibles.

### Chenille

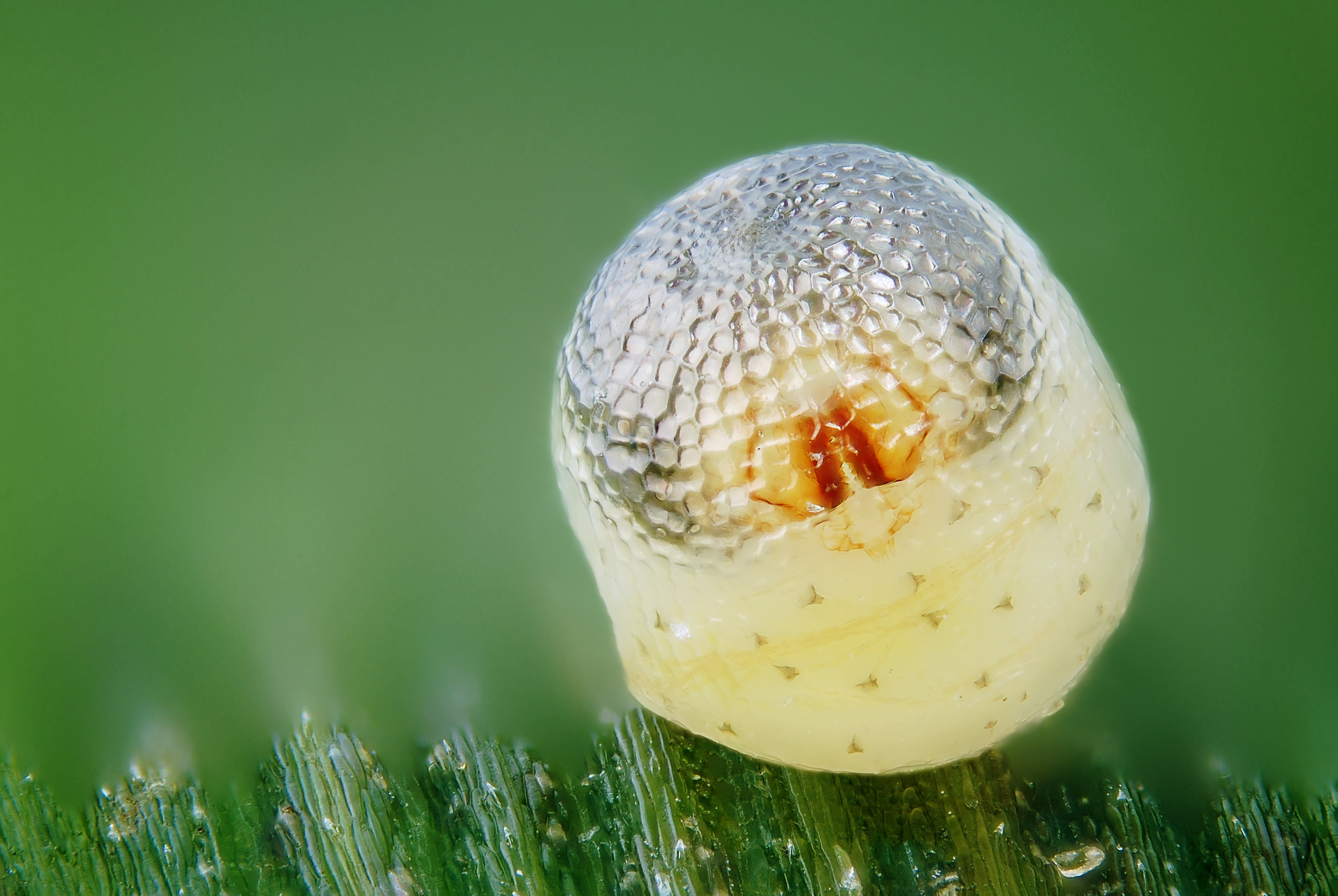
Œuf de Tircis, et embryon visible (Microscopie).

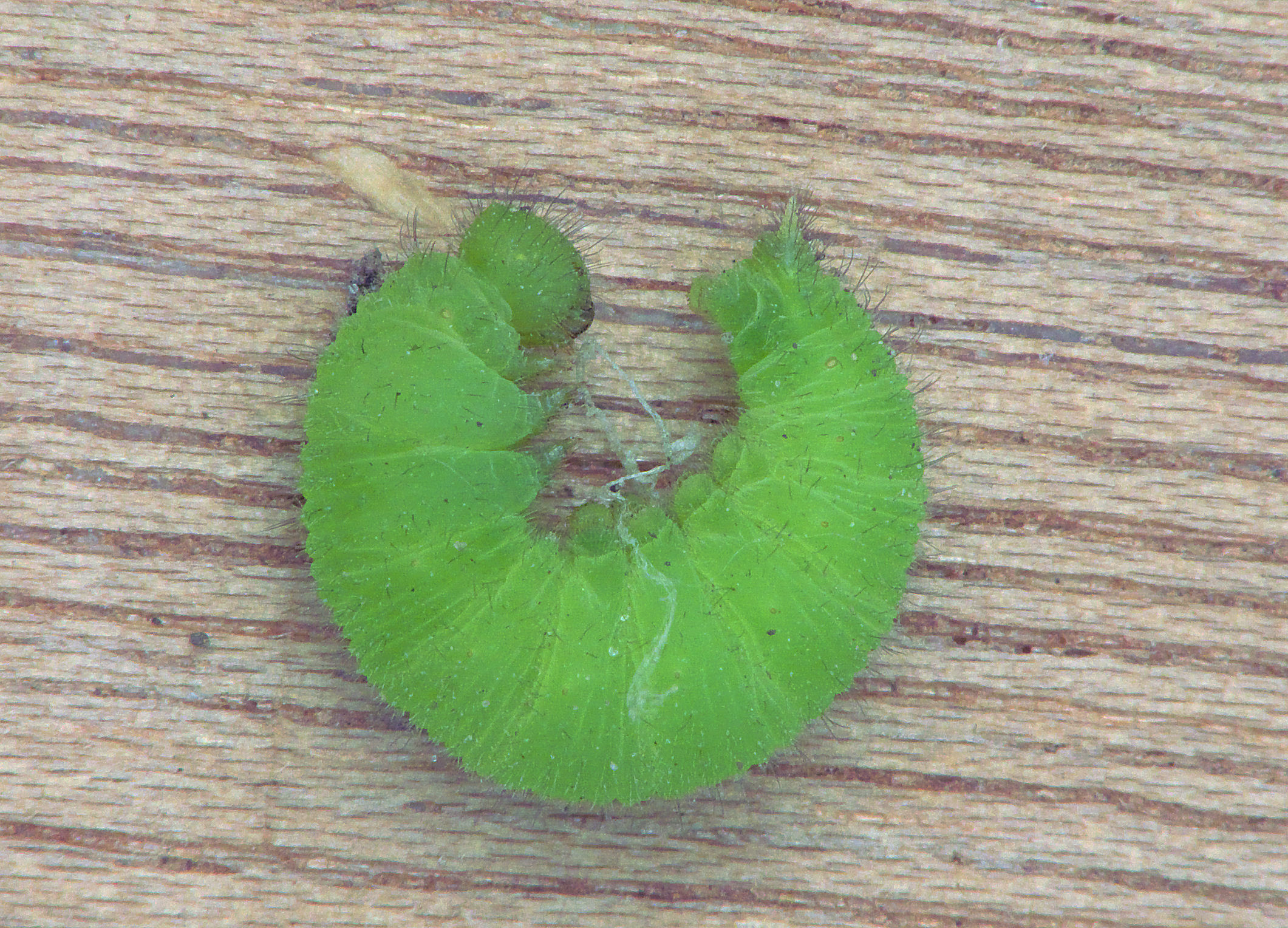
La chenille verte du Tircis.

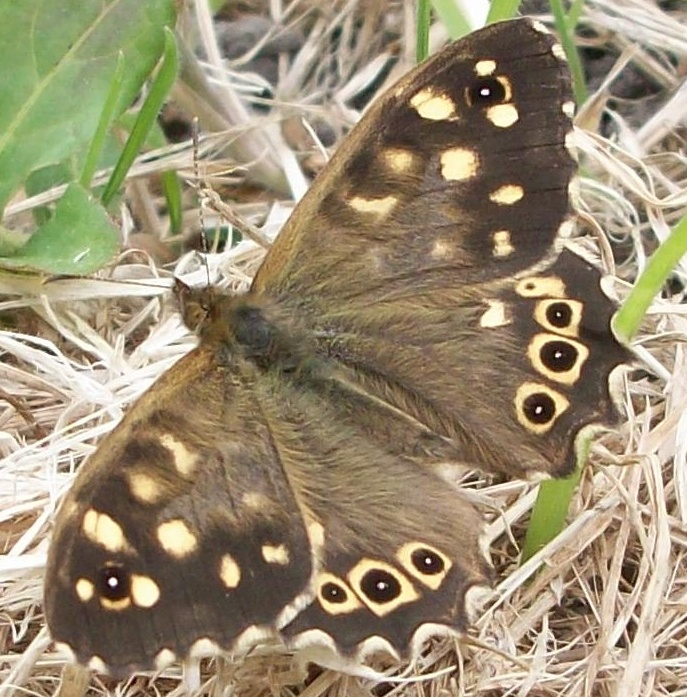
Pararge aegeria tircis.

La chenille peut atteindre une longueur maximale de 27 mm. Le corps est vert jaunâtre, avec une bande médio-dorsale vert foncé finement bordée de blanc qui longe tout le corps. Une ligne longitudinale blanchâtre court le long des flancs.
L'extrémité anale est munie de deux pointes blanches.
La tête, non anguleuse, est d'un vert bleuté.

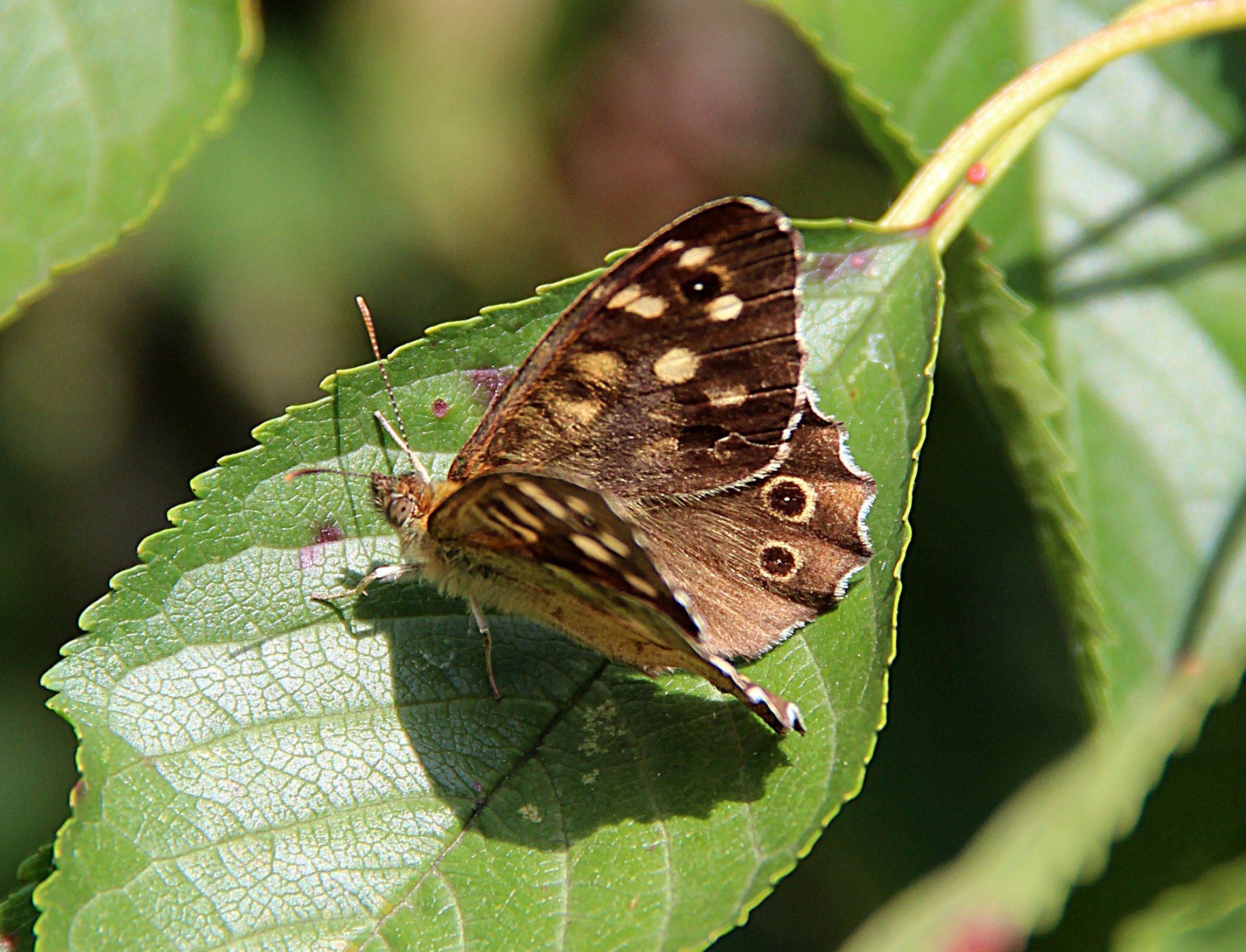
Partie supérieure et revers des ailes.

## Biologie
Le cycle peut comporter deux générations ou plus par an. Les œufs, pondus isolément sur les plantes hôtes éclosent au bout d'une dizaine de jours. Pour les chenilles de première génération, le développement jusqu'au stade nymphal s'effectue en un mois. Celles de dernière génération peuvent se nymphoser soit en automne, soit au printemps, après hibernation. Les chrysalides restent suspendues aux tiges pendant un mois pour celles qui n'hivernent pas.

### Période de vol et hivernation
Le Tircis vole en deux ou trois générations entre février et décembre.
Il hiverne au stade de chenille ou au stade de chrysalide.

### Plantes hôtes
Les plantes hôtes de sa chenille sont diverses poacées : Brachypodium (Brachypodium sylvaticum et Brachypodium pinnatum), Poa annua, Dactylis glomerata, Agropyron repens, Elytrigia repens.

## Écologie et distribution
Le Tircis est présent en Afrique du Nord, dans toute l'Europe non nordique et toute l'Asie tempérée,.
Il réside dans tous les départements de la France métropolitaine.

### Biotope
Le Tircis vit dans les bois clairs, les clairières, les haies et parcs urbains arborés, jusqu’à 1500 m. Le papillon se tient au sol, sur les plantes basses ou sur les feuilles d’arbres dans les taches de soleil des clairières, le long des chemins forestiers et des lisières.

### Protection
Pas de statut de protection particulier.

## Systématique
L'espèce Pararge aegeria a été décrite par le naturaliste suédois Carl von Linné en 1758, sous le nom initial de Papilio aegeria.

### Synonymes
- Papilio aegeria Linnaeus, 1758 (protonyme)
- Coenonympha egerides Staudinger, 1871
- Satyrus tircis Godart, 1821[2],[5].

### Noms vernaculaires
Tircis (Le), Argus des Bois (L'), Égérie (L').
Le Pararge aegeria se nomme Speckled Wood (le bois tacheté) en anglais et Waldbrettspiel en allemand.

### Étymologie
- Tircis (Thyrcis) : berger cité dans Les Bucoliques de Virgile.
- Aegeria (Egeria, Égérie) : nymphe des sources dans la mythologie romaine.

### Taxinomie
Sous-espèces
- Pararge aegeria aegeria en Afrique du Nord et dans le sud de l'Europe.
- Pararge aegeria tircis (Godart, 1821) du centre et sud de l'Europe jusqu'au centre de l'Asie[2].